# Liste der Flaggen im Rheinisch-Bergischen Kreis
Diese Liste beinhaltet alle in der Wikipedia gelisteten Flaggen im  Rheinisch-Bergischen Kreis in Nordrhein-Westfalen. Weitere Flaggen von Städten, Gemeinden und Kreisen in Nordrhein-Westfalen sind über die Navigationsleiste am Ende der Seite erreichbar.
| Kreis                      | Hissflagge | Banner | Kommentare |
| -------------------------- | ---------- | ------ | --- |
| Rheinisch-Bergischer Kreis |            |        | Genehmigt durch den Regierungspräsidenten in Köln am 8. September 1976: „Der Kreis führt folgendes Wappen: Das Wappen zeigt in seinem Schildhaupt als silbernes Band den Rhein und deutet auf die geographische Lage des Kreises im Westteil des Bergischen Landes am Rande der Kölner Bucht zum Rheintal hin und erinnert gleichzeitig an das Wappen der früheren Rheinprovinz. Der untere Hauptteil des Schildes ist gespalten und zeigt auf silbernem Grund links (heraldisch gesehen) den blaubewehrten und mit blauer Krone und Zunge versehenen roten Bergischen Löwen und rechts zwei doppelt gezinnte schwarze Balken.“ […] „Der Kreis führt folgende Flagge: in waagerechter Aufteilung die Farben "rot - weiß", in der Mitte das Kreiswappen.“ (Wappen genehmigt am 8. September 1976) |

Anmerkung: Nach der Gemeindeordnung des Landes sind Wappen und Flaggen genehmigungspflichtig. Genehmigungsbehörde sind die Regierungspräsidenten, bis 1969 der Innerminister. Genehmigt wird nur die Flaggenart, die in der Zeichnung für die Genehmigung ist. 

## Städte und Gemeinden
| Stadt oder Gemeinde           | Hissflagge | Banner | Zitate aus den Hauptsatzungen der Gemeinden und Städte |
| ----------------------------- | ---------- | ------ | --- |
| Stadt Bergisch Gladbach       |            |        | Genehmigt am 6.April 1977: „Die Flagge hat in waagerechter Aufteilung die Farben grün-weiß-grün. Die beiden äußeren grünen Streifen nehmen je ein Sechstel, der mittlere weiße Streifen nimmt vier Sechstel der Flaggenbreite ein.“ „Das Wappen zeigt im grünen Schild über einem silbernen Wechselzinnenbalken einen wachsenden rot bewehrten goldenen Löwen, unter dem Wechselzinnenbalken einen herschauenden goldenen Hirschkopf.“ |
| Stadt Burscheid               |            |        | „Flagge grün, weiß, belegt mit dem Wappen.“ Die Stadt Burscheid ist gem. Erlaß des Preußischen Ministers des Inneren vom 21.08.1920 zur Führung eines Stadtwappens berechtigt. „In Silber drei, zwei zu eins gestellte, gestielte grüne Lindenblätter.“ Auf dem Wappenschild ruht eine dreitürmige Mauerkrone. |
| Gemeinde Kürten               |            |        | In Gebrauch ist eine von Rot und Weiß gleichmäßig längsgestreifte Flagge mit aufgelegtem Gemeindewappen. Der Gemeinde ist mit Urkunde des Regierungspräsidenten vom 15. März 1982 das Recht zur Führung eines Wappens verliehen worden. Beschreibung des Wappens: „In geteiltem Schild oben in Silber ein zwiegeschwänzter, blau bewehrter und gekrönter roter Löwe, unten in Rot ein silberner Fischreiher, der einen silbernen Fisch im Schnabel trägt.“ Die Hauptsatzung gibt keine Auskunft über eine Flagge. |
| Stadt Leichlingen (Rheinland) |            |        | Mit Erlass des Ministers des Inneren in Berlin vom 09.01.1914 IV a 2893 wurde der Stadt das Recht verliehen, ein Wappen zu führen. Es wird in der gemäß Beschluss des Rates der Stadt Leichlingen (Rheinland) vom 06.10.1940 beschlossenen Form geführt. Im oberen Feld im von Silber und Blau wellig geteilten Schild befindet sich der blaugekrönte, blaubewehrte und doppelschwänzige rote bergische Löwe, im unteren Feld ein silberner Fisch mit roten Flossen. Die Stadt Leichlingen (Rheinland) führt eine Stadtflagge mit den Farben blau-weiß-blau und dem Stadtwappen in der Mitte des Fahnentuches. Das mittlere weiße Feld der Flagge ist doppelt so breit wie ein seitliches blaues Feld. |
| Gemeinde Odenthal             |            |        | In Gebrauch ist eine von Rot und Weiß gleichmäßig längsgestreifte Flagge mit aufgelegtem Gemeindewappen. Beschreibung des Wappens: „Geteilt von Silber und Grün; oben ein wachsender, blau gekrönter, blau gezungter und blau bewehrter und roter Löwe, unten ein goldenes Hirschgeweih mit silbernem Grind.“ Die Hauptsatzung gibt keine Auskunft über eine Flagge. Der Gemeinde ist mit Urkunde des Preußischen Staatsministeriums vom 30. Januar 1935 das Recht zur Führung eines Wappens verliehen worden. |
| Stadt Overath                 |            |        | Die Flagge wurde am 2. März 1967 genehmigt. "Bannerbeschreibung: Gelb-Blau längsgestreift mit dem Gemeindewappen oberhalb der Mitte" Das Wappen der Stadt Overath zeigt von Silber und Blau geteilt, oben auf silbernem Grund einen zweischwänzigen roten Löwen, blau bewehrt und blau gekrönt, unten auf blauem Grund eine goldene Glocke. |
| Stadt Rösrath                 |            |        | Die Stadt Rösrath führt ein Stadtwappen, ein Dienstsiegel und eine Stadtflagge. Das Stadtwappen zeigt einen quergeteilten barocken Schild, im oberen weißen Feld den wachenden doppelschwänzigen roten Löwen, blaubewehrt und blaugekrönt, im unteren grünen Feld ein weißes Jagdhorn mit goldenem Mundstück, Stürze und Tragriemen. […] Die Farben der Stadtflagge entsprechen den Grundfarben des Wappens. Ein Foto der Flagge zeigt zwei grüne Streifen. |
| Stadt Wermelskirchen          |            |        | Genehmigt am 29.April 1954 durch den Innenminister: Beschreibung der Hissflagge: Die Flagge ist längsgestreift von Weiß, Rot und Weiß; die beiden weißen Streifen nehmen je ein Sechstel der Gesamthöhe ein, der rote Streifen nimmt vier Sechstel der Gesamthöhe ein und ist in der Mitte mit dem Stadtwappen belegt, das drei Sechstel der Gesamthöhe einnimmt. Das Flaggentuch hat eine Länge von 120 cm und eine Höhe von 90 cm. Beschreibung des Banners: Das Banner ist längsgestreift von Weiß, Rot und Weiß; die beiden weißen Streifen nehmen je ein Sechstel der Gesamtbreite ein, der rote Streifen nimmt vier Sechstel der Gesamtbreite ein und ist in der oberen Hälfte mit dem Stadtwappen belegt. Das Flaggentuch hat eine Breite von 120 cm und eine Länge von 300 cm. Beschreibung des Wappens: „In Silber eine eingebogene rote Spitze, darin auf grünem Boden eine eintürmige silberne Kirche mit Kuppellaterne auf dem Turm; vorne ein bewurzelter grüner Eichbaum, hinten ein rot bewehrter schwarzer Schwan. Auf dem oberen Schildrand liegt eine sandsteinfarbene dreitürmige Mauerkrone.“ (Wappen genehmigt durch den König von Preußen am 3. März 1897) |

## Historische Flaggen

### Bergisch Gladbach
Neugliederung am 1. Januar 1975

Bergisch Gladbach 1956
Bensberg 1956
Bensberg 1927